# Télescope Hobby-Eberly
Pour les articles homonymes, voir HET.
Le télescope Hobby-Eberly (en anglais, Hobby–Eberly Telescope ou HET) est un télescope de 9,2 m situé à l'observatoire McDonald au Texas près de la ville de Fort Davis. Le miroir primaire est constitué de 96 éléments hexagonaux en Zerodur. Le télescope est fixe en hauteur (55°) et mobile en azimut. Il peut observer des objets pendant une durée de 1 à 2 heures à l'aide d'un système de poursuite situé au foyer. Ce système suit l'objet à travers la pupille, compensant la rotation de la Terre.
Trois instruments sont disponibles pour analyser la lumière des objets observés. Ces trois instruments sont des spectrographes, respectivement à haute, moyenne et basse résolution spectrale. Le spectrographe à basse résolution est monté au foyer primaire, tandis que les spectrographes à moyenne et haute résolution sont installés dans le bâtiment, la lumière y étant dirigée par un câble à fibre optique.
Le télescope a été utilisé pour une grande variété d'études allant du système solaire aux étoiles de notre galaxie ainsi que des autres galaxies. Mesurant des vitesses radiales de l'ordre de 1 m/s, le télescope a été utilisé avec succès pour découvrir des exoplanètes. Avec le spectrographe à basse résolution, le télescope a été utilisé pour identifier des supernovae de type Ia permettant de mesurer l'accélération de l'Univers. Il a également été utilisé pour mesurer la rotation de galaxies individuelles.
Le télescope Hobby-Eberly est géré par le University of Texas McDonald Observatory pour un groupe d'institutions comprenant l'université du Texas à Austin, l'université d'État de Pennsylvanie, l'université Stanford, l'Université Louis-et-Maximilien de Munich et l'université Georg August de Göttingen.